# Лановцы
Ла́новцы (укр. Ланівці) — город в Кременецком районе Тернопольской области Украины. Административный центр Лановецкой городской общины.

## Географическое положение
Город Лановцы находится на правом берегу реки Горынь в месте впадения в неё рек Жирак, Бугловка и Жердь,
выше по течению на расстоянии в 0,5 км расположено село Нападовка, ниже по течению примыкает село Грибова, на противоположном берегу — село Краснолука.

## Население
В январе 1989 года численность населения составляла 9318 человек.
По состоянию на 1 января 2013 года численность населения составляла 8752 человек.

### Языковой состав
Родной язык населения по данным переписи 2001 года:
| Язык       | Численность, чел. | Доля     |
| ---------- | ----------------- | -------- |
| Украинский | 8 436             | 98,70 %  |
| Русский    | 97                | 1,13 %   |
| Другое     | 14                | 0,17 %   |
| Итого      | 8 547             | 100,00 % |

## История
1444 год — первое упоминание в письменных источниках.
В 1793 году в ходе второго раздела Речи Посполитой Лановцы вошли в состав Российской империи и в 1795 году были включены в состав Кременецкого уезда Волынской губернии. В это время в селении насчитывалось 170 домов и 650 жителей.
В 1870 году здесь насчитывалось 623 жителя и 201 дом, действовали католический костел, православная церковь и синагога. В 1874 году здесь было открыто одноклассное народное училище.
В 1905 году в Лановцах насчитывалось 1,5 тыс. жителей.
После начала первой мировой войны для обеспечения русских войск была построена железная дорога, в 1915 году — введена в эксплуатацию станция Лановцы.
В начале января 1918 года в селении была установлена Советская власть, но уже 20 февраля 1918 года Лановцы оккупировали австро-венгерские войска. В дальнейшем, в ходе гражданской войны власть несколько раз менялась, но 20 сентября 1920 года Лановцы заняли польские войска. После окончания боевых действий Лановцы остались в Волынском воеводстве Польши.
В январе 1940 года Лановцы стали районным центром и здесь была открыта МТС.
В ходе Великой Отечественной войны с 3 июля 1941 до 6 марта 1944 года Лановцы были оккупированы немецкими войсками, после окончания боевых действий началось восстановление селения. 4 февраля 1944 года на город напал отряд УПА и убил 11 поляков в местной церкви, в том числе Ришарда Анджея Вадаса, крестника маршала Рыдз-Смиглы. Ранее при попытке эвакуации в Вишневец было убито 129 человек.
С 1 октября 1944 года здесь началось издание районной газеты.
Весной 1945 года была открыта семилетняя школа, в январе 1948 года — организован колхоз им. Жданова.
В 1953 году в селе действовали маслозавод, средняя школа, Дом культуры и библиотека.
В 1956 году присвоено статус посёлок городского типа.
В 1958 году был построен кирпичный завод, в 1963 году — широкоэкранный кинотеатр «Спутник» на 320 мест
В 1973 году здесь действовали завод железобетонных конструкций, асфальтовый завод, кирпичный завод, молокозавод, хлебозавод, комбикормовый завод, сахарный завод, птицефабрика и фабрика резиновых изделий.
В 1980 году численность населения составляла 7,6 тыс. человек, здесь действовали сахарный завод, комбикормовый завод, завод железобетонных конструкций, асфальтовый завод, кирпичный завод, лесничество, райсельхозтехника, комбинат бытового обслуживания, три общеобразовательные школы, музыкальная школа, больница, два Дома культуры, три библиотеки и кинотеатр.
В мае 1995 года Кабинет министров Украины утвердил решение о приватизации специализированного АТП-1904.
В 1997 году находившееся в посёлке ПТУ № 31 было ликвидировано.
7 мая 2001 года Лановцы получили статус города районного значения.
В ходе административно-территориальной реформы в Украине, в 2020 году Лановецкий район был упразднён, а город стал административным центром Лановецкой городской общины Кременецкого района

## Транспорт
Станция Лановцы на линии Шепетовка — Тернополь Львовской железной дороги.
Также через город проходят автомобильные дороги Р-43, Т-2009, Т-2012 и Т-2325.

## Объекты социальной сферы
- Школа № 1.
- Школа № 2.
- СПТУ № 25
- Музыкальная школа.
- Три детских сада.
- Два дома культуры.
- Больница.

## Достопримечательности
- Братская могила советских воинов (в 1985 году установлен памятник — «Пам’ятник полеглим у Великій Вітчизняній війні»).